# Pegantha biloba
Pegantha biloba är en nässeldjursart som beskrevs av Ernst Haeckel 1879. Pegantha biloba ingår i släktet Pegantha och familjen Solmarisidae. Inga underarter finns listade i Catalogue of Life.